# Lawrence Eugene Brandt
Pour les articles homonymes, voir Brandt.
Lawrence Eugene Brandt, né le 27 mars 1939 à Charleston (Virginie-Occidentale) et mort le 8 juin 2025, est un prélat catholique américain. Il est le quatrième évêque de Greensburg en Pennsylvanie jusqu'au 24 avril 2015.

## Biographie
Lawrence Eugene Brandt naît dans la famille de Lawrence (architecte) et Priscilla (née Purdy) Brandt, avec deux sœurs. Enfant, il joue à célébrer la messe. La famille déménage en Pennsylvanie où Lawrence Brandt va à l'école Saint-Jean-l'Évangéliste de Girard. Ensuite, il étudie au Collège pontifical Josephinum de Columbus. Plus tard, il part pour l'Autriche étudier à l'université d'Innsbruck dont il obtient un doctorat en philosophie en 1966. Il complète ses études de théologie à Rome, au Collège pontifical nord-américain suivant les cours de l'Université pontificale grégorienne. Il est ordonné prêtre le 19 décembre 1969 en la basilique Saint-Pierre de Rome.
Lawrence Eugene Brandt entre ensuite à l'Académie pontificale ecclésiastique, puis sert à la nonciature de Madagascar, à celle d'Allemagne, puis en Équateur et en Algérie de 1973 à 1981, avant de quitter les services diplomatiques du Saint-Siège pour des raisons familiales. À son retour aux États-Unis, il est incardiné dans le diocèse d'Érié où il est nommé vice-chancelier et aumônier du centre résidentiel Gannondale pour jeunes filles, avant de partir pour Rome passer son doctorat de droit canon à l'université pontificale du Latran en 1983 devant Mgr Bertone SDB. Diplômé également de l'université de Paris et de l'université de Florence, il est nommé au titre honorifique de prélat de Sa Sainteté en 1991 et curé de l'église Sainte-Hedwige d'Érié en 1998.

### Évêque
Jean-Paul II nomme Lawrence Eugene Brandt évêque de Greensburg le 2 janvier 2004. Il est consacré évêque le 4 mars suivant par le cardinal Rigali. L'évêque Edward Malesic lui succède en 2015.